# Azzo VIII d'Este
Azzo VIII d'Este, dit Azzone, est un membre de la Maison D'Este, fils d'Obizzo II et, peut-être, son assassin. Seigneur de Ferrare, Modène et Reggio de 1293 à sa mort en 1308, il doit lutter sa vie durant pour préserver les acquis de ses prédécesseurs, perdant de son vivant les villes de Modène et Reggio. Sa mort et la guerre de succession qui s'ensuit provoquent la première chute de la Maison D'Este. Les chroniqueurs de l'époque et Dante Alighieri en ont brossé un portrait abominable qui contribue à sa légende noire.

## Arrivée au pouvoir
La rumeur indique qu'il aurait assassiné son père, Obizzo II, de concert avec son frère Aldobrandino. Il passe le plus clair de sa vie à lutter contre ses ennemis : ses frères, d'abord, soutenus par Modène ; contre Padoue dès son accession au pouvoir ; contre Parme et Bologne de 1295 à 1299. Il est soupçonné d'avoir fait assassiner le podestat de Bologne, Jacopo del Cassero, qui s'est opposé à ses ambitions. Il finit par négocier une paix fragile avec ses voisins.
En 1305, à un âge déjà avancé, il épouse la très jeune Béatrice d'Anjou, fille de Charles II d'Anjou. Pour avoir cette jeunesse, Azzo VIII doit payer le prix fort, se contentant d’une dot modeste et versant par contre à son futur beau-père 51 000 florins, à investir dans les domaines de la Maison D'Este. Les clauses du mariage déshéritent par ailleurs son frère Francesco, qui quitte Ferrare à l'arrivée de la promise, pour se joindre à la coalition (1306) assemblée pour barrer la route d'Azzone, alors soupçonné de convoiter la Lombardie. Enfin, la même année, les villes de Modène et de Reggio, un temps destinées à Béatrice, entrent en rébellion contre la Maison D'Este et finissent par échapper à la famille sous les coups d'une coalition réunissant Bologne, Parme, Vérone et Mantoue.

## L'alliance avec Venise, la première guerre de Ferrare et la chute de la Maison d'Este
Dès 1305-1306 Azzone a demandé l'aide de Venise et accepté, en échange, de partager le pouvoir à Ferrare avec un légat du Doge. Forts de cette concession, les Vénitiens, avertis de la maladie d'Azzone, missionnent trois envoyés qui, sous couvert de soutenir la Maison D'Este, préparent l'annexion de Ferrare à la Sérénissime. À sa mort (fin janvier 1308), Azzone ayant laissé, par testament, l'ensemble de ses biens à son neveu Folco, le père du jeune garçon, Fresco d'Este, appelle les Vénitiens à garantir la succession contre les ambitions de ses frères, Francesco et Aldobrandino, exclus de la succession. Tandis que Fresco et Folco sont exfiltrés vers Venise, les troupes pontificales envahissent Ferrare au nom du Pape et portent Francesco à la tête de la ville, contraignant les Vénitiens à se réfugier au Castel Tedaldo. Ferrare devient alors l'enjeu d'une lutte entre Venise et la Papauté. Après deux années de combats, les Vénitiens, la peste ayant décimé leur armée, abandonnent la partie et laissent massacrer leurs troupes acculées dans Ferrare. Dans la tourmente, la Maison D'Este abandonne la ville et n'y reviendra qu'en 1317, avec Obizzo III d'Este.

## Fratrie
Azzone est le frère de Fresco, Beatrice, Francesco et Aldobrandino,.

## Sources
- (it) Cet article est partiellement ou en totalité issu de l’article de Wikipédia en italien intitulé « Azzo VIII d'Este » (voir la liste des auteurs) le 05/10/2012.

- (it) Cet article est partiellement ou en totalité issu de l’article de Wikipédia en italien intitulé « Guerra di Ferrara (1308-1309) » (voir la liste des auteurs) le 29/09/2016.

## liens internes
- Maison d'Este
- Rovigo
- Azzo d'Este